# Jan Dismas Zelenka
Jan Dismas Zelenka (Taufname Jan Lukáš Zelenka; * getauft 16. Oktober 1679 in Louňovice pod Blaníkem (dt. Launiowitz), Böhmen; † 23. Dezember 1745 in Dresden) war ein böhmischer Barockkomponist.

## Leben

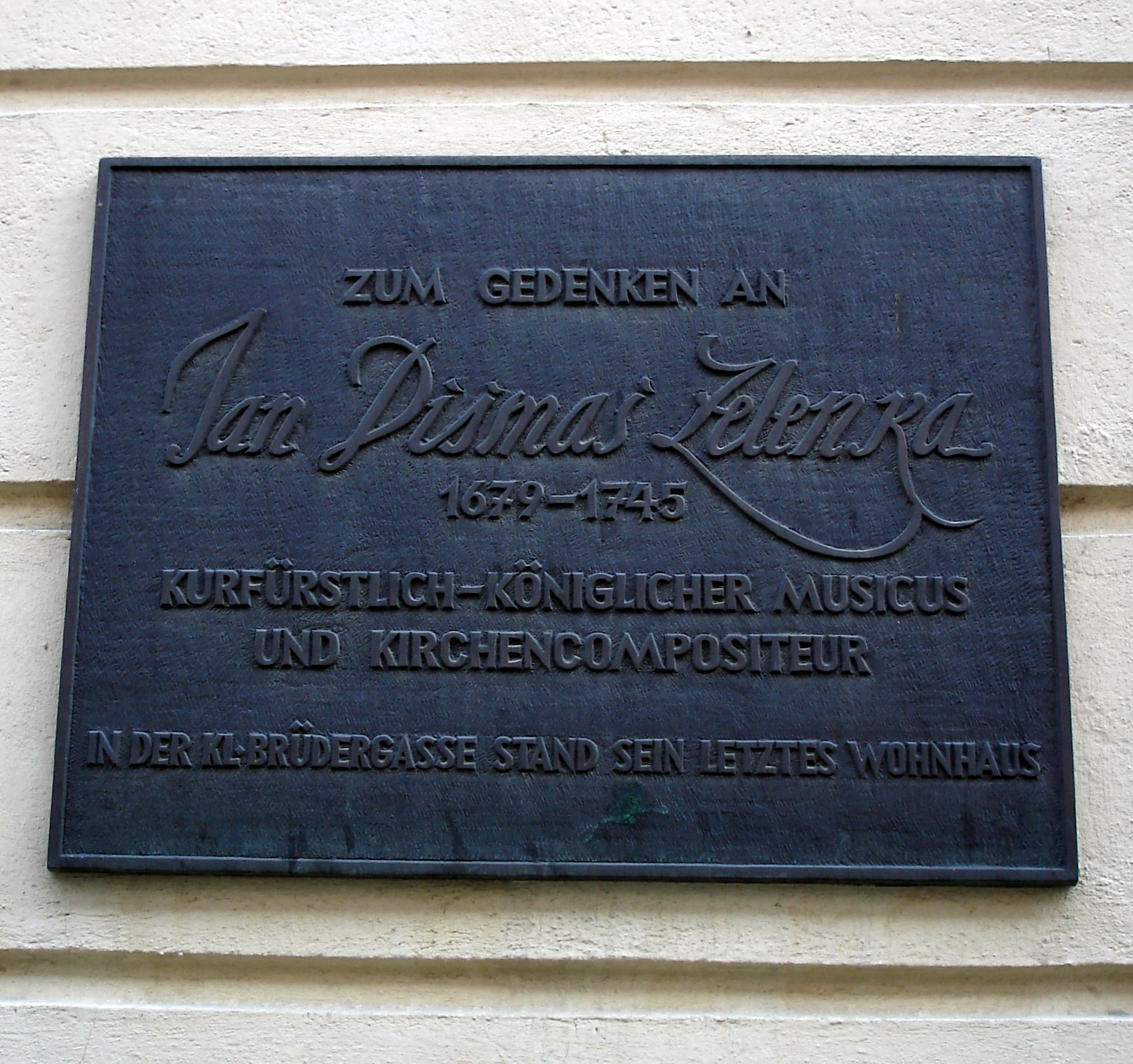
Gedenktafel von Vinzenz Wanitschke an der Stelle von Zelenkas Wohnhaus in Dresden (Foto: 2009)

Jan Dismas Zelenka war Sohn eines tschechischen Dorflehrers und Organisten. Er wurde am Prager Jesuitenkolleg, wahrscheinlich am Clementinum, ausgebildet. Aus der Titelseite der Komposition Immisit Dominus pestilentiam geht hervor, dass Zelenka im Jahr 1709 im Haushalt von „Graf Hartig“ lebte. 1712 schrieb Zelenka in einem Bewerbungsschreiben an Kurfürst Friedrich August I. von Sachsen, er habe bei dem berühmten Musiker „Baron von Hartig“ aus Prag musikalische Unterweisung erhalten.
Im Jahr 1710 trat er eine Stelle als Violonist bzw. Kontrabassist am sächsischen Hof in Dresden an. Zwischen 1716 und 1719 reiste er nach Wien, wo er bei Johann Joseph Fux studierte. Ein vielfach vermuteter Aufenthalt in Italien, wo er Antonio Lotti und Alessandro Scarlatti getroffen haben soll, ist nicht belegt. Nach dem Tod des Dresdner Kapellmeisters Johann David Heinichen 1729, den er während dessen Krankheit bereits vertreten hatte, bewarb er sich bei Kurfürst Friedrich August II. um dessen Nachfolge, unterlag jedoch Johann Adolf Hasse. 1733 wurde er lediglich zum Hofkomponisten und 1735 zum „Kirchen-Compositeur“ ernannt. Er blieb, mit Ausnahme gelegentlicher Reisen nach Prag, bis zu seinem Tod im Jahr 1745 in Dresden.
Zelenkas Grab auf dem Alten Katholischen Friedhof in Dresden ist nicht erhalten. Seit 1996 erinnert auf dem Friedhof eine Gedenkstele an ihn. Ein authentisches Porträt Zelenkas ist nicht überliefert. Im Internet zu findende angebliche Darstellungen Zelenkas zeigen in Wirklichkeit meist Johann Joseph Fux.

## Werk

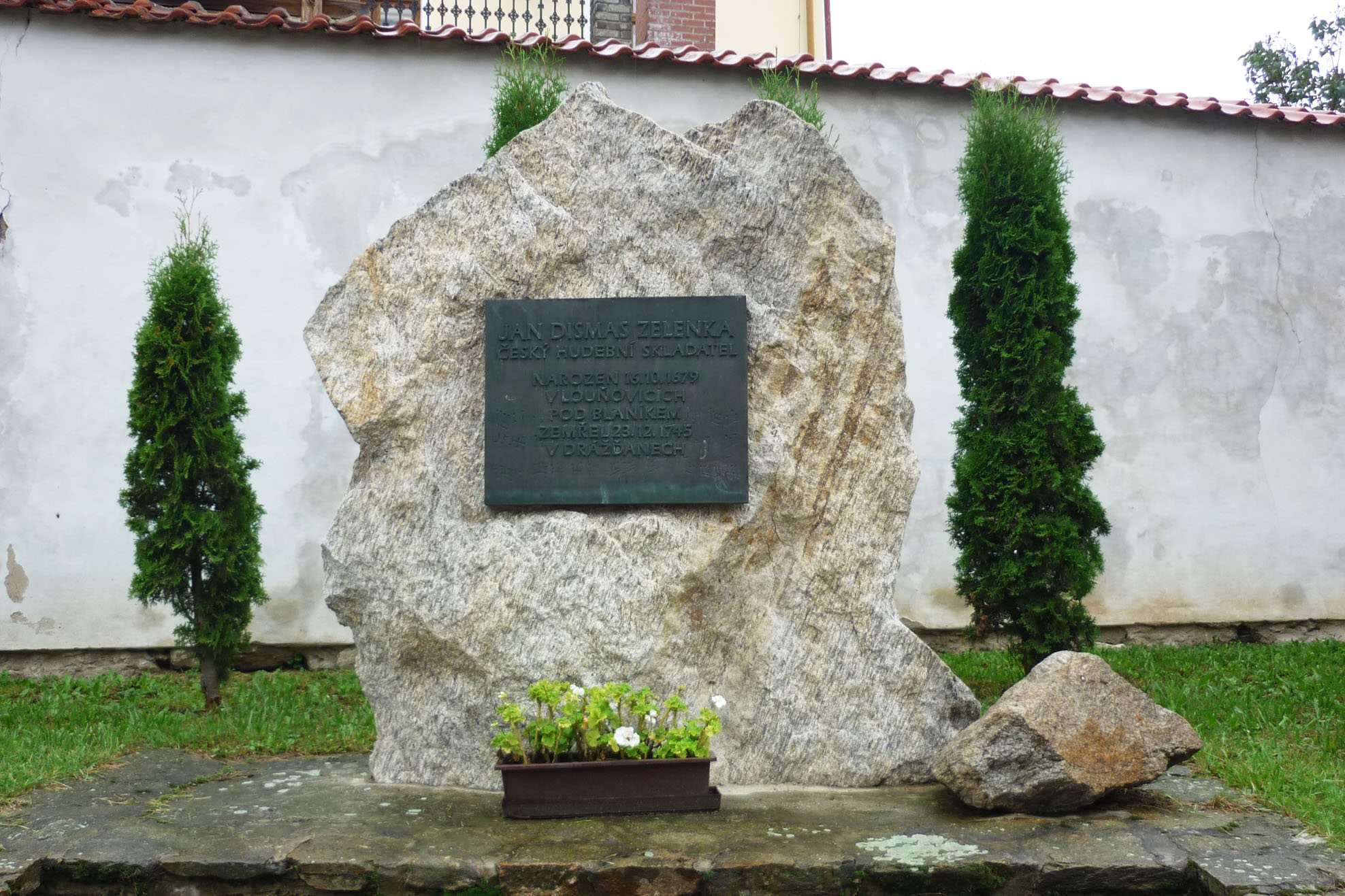
Denkmal für Zelenka im Geburtsort Louňovice pod Blaníkem (Foto: 2013)

Der Außenseiter Zelenka kreuzte Altes mit Neuem in einer unkonventionellen, exzentrischen Musik mit „vertrackte[n] Kontrapunkte[n]“, virtuos „bis an die Grenzen des Machbaren“. Viele Werke erlebten erst im letzten Drittel des 20. Jahrhunderts eine Renaissance. Charakteristisch für seine Kompositionen ist der häufige Einbau tonartfremder Akkorde. In seinen herausragenden geistlichen Werken für den Dresdner Hof (seit der politisch motivierten Konversion Augusts des Starken zum katholischen Glauben) verbindet er teils archaische Satztechniken mit den modernsten Ausdrucksmitteln seiner Zeit zu hochexpressiven Schöpfungen.
Zelenka konnte auf eine reiche tschechische, wenn auch oft anonyme Tradition zurückgreifen. Als tschechische Komponisten vor Zelenka sind etwa Adam Václav Michna z Otradovic oder Pavel Josef Vejvanovský zu nennen. Wie Zelenka fanden auch weitere böhmische Komponisten außerhalb ihrer Heimat Anstellung und Anerkennung, wie Andreas Hammerschmidt, Heinrich Ignaz Franz Biber, Josef Mysliveček und Jan Křtitel Vaňhal.
Zelenkas Fähigkeiten als Kontrabassist lassen sich in seinen Partituren als Gefallen an der Beweglichkeit der Bässe ablesen.

### Instrumentalmusik
In Zelenkas Orchestersuiten folgen die italienischen und französischen Tänze sowie freie und programmatische Sätze einer Eröffnung aus ein oder zwei umfangreichen Einleitungssätzen, die verschiedenen Gattungen entnommen sind: der Kirchensonate, dem Instrumentalkonzert und der Ouvertüre. Formaler Schematismus etwa im Concerto G-Dur ZWV 186 wird durch „ungebärdig expressiven Ausdruck“ aufgebrochen. Zelenkas Vorliebe für das Bizarre wird insbesondere in den Capricci deutlich, wenn die Hörerwartungen durch individuelle Lösungen durchkreuzt werden. Die Hipocondrie à 7 Concertanti A-Dur ZWV 187 für zwei Oboen, Fagott und Streicher von 1723 drückt einen „pathologische[n] Komplex von Ängsten“ durch einen Kontrapunkt, „in dem sich alles wechselseitig zu behindern scheint“, ein „leicht dümmliches Motiv“ in ständiger Wiederholung und „wehleidige Chromatismen“ aus.
Als „Bestleistungen“ gelten Zelenkas Sei Sonate a due Hautbois et Basson con due bassi obligati ZWV 181 für zwei Oboen (in Nummer 3 Oboe und Violine), Fagott und Basso continuo, solistisch virtuose Werke unter venezianischem Einfluss mit tschechischen Eigenheiten in Rhythmik und Melodik. Die italienische Gattung wird mit der aus der französischen Oper stammenden Besetzung von zwei Oboen und Fagott verknüpft. Zur Bassstimme tritt zum Teil eine zweite tiefe Stimme hinzu. Als Vorbilder zu nennen sind neben den Kirchen- und Kammersonaten Arcangelo Corellis das Konzert und die Fuge, die vom strengen Kanon bis zur dreistimmigen Doppelfuge Zelenkas Meisterschaft der Polyphonie verrät. Die außerordentlich originellen Werke verfügen über weit ausholende Motive und Motivketten in rhythmischer Kontrastierung und mit gewagter Harmonik mit „schmerzvoller Chromatik“.

### Geistliche Vokalmusik
In den Oratorien liegt das Schwergewicht weniger in den Rezitativen als in den Arien mit ihrer Affektdarstellung, bei der allgemein musikalische Mittel Verwendung finden, Figuren zur Textausdeutung jedoch eine geringere Rolle spielen.
Bereits vor seinem Studium in Wien ordnete Zelenka vokale und instrumentale Kräfte nach Prinzipien des Concerto Grosso in solistische und Tutti-Gruppen, etwa in der Missa Judica me (1714). In festlichen Messen treten neben Trompeten und Pauken ein Paar Hörner in Erscheinung. Auch Elemente eines einfachen, beinahe ländlichen Stils integrierte er in Messkompositionen. Der vermischte Kirchenstil findet sich bei Zelenka nicht nur als Folge verschiedener Charaktere und Stile in Arien, konzertanten Chören und kontrapunktischen Abschnitten, sondern auch innerhalb der Fugen, die Ritornelle anderer Sätze aufgreifen können und im Verband eines virtuosen Chorkonzerts konzertanten Charakter annehmen.
Zelenkas Psalm- und Magnifikat-Vertonungen, die hauptsächlich in den 1720er Jahren entstanden, bieten vielfältige und originelle Formen und Satztechniken. Psalmen können durchkomponiert sein, wie in der Kantate in eine Folge von Nummern zerfallen oder in einer Mischform dieser beiden Varianten gefasst sein, Vereinheitlichung wird durch Bogen- oder Rahmenform, Ostinati, Cantus firmi oder Ritornelle hergestellt. Statt des instrumentalen Ritornells kann ein Motto als kurzer Chorsatz immer wiederkehren, der im Gegensatz zum Ritornell stets vollständig zitiert wird, es werden auch beide Techniken kombiniert. In kantatenähnlichen Formen verzichtet Zelenka auf Rezitative. Die Mischformen bestehen aus Teilen, die Texteinheiten nach gedanklichen Zusammenhängen oder Charakteren zusammenfassen.
Im Requiem d-Moll ZWV 48 verwendet Zelenka wie in Werken zu den Exequien gregorianischen Choral oder Psalmodie, dem Totengedenken entspricht ein strenger, polyphoner Stil.
In den Lamentationen wird die Eingangsformel in einen instrumentalen, kontrapunktischen Satz „eingewoben“. Verschiedene Affekte werden durch unterschiedliche Tempi und Taktarten, Tonarten, Metren und harmonische Abläufe realisiert.

### Spätwerk
In der zweiten Hälfte der 1720er-Jahre begann ein neapolitanischer galanter Stil Einfluss zu gewinnen, besonders ab der Ankunft von Sängern mit italienischer Ausbildung 1730 sowie von Johann Adolf Hasse und Faustina Bordoni im Jahr darauf. Die späten Kompositionen, Messen ZWV 57, Litaneien ZWV 151–153 und das Miserere ZWV 57 erreichen höchstes Niveau bei großem Anspruch. Das Bestreben, in seinen Stil aus expressiver Harmonik, bewegten Basslinien, ungewöhnlich balancierten Phrasen und Motiven mit großem Entwicklungspotenzial die galanten Merkmale einfacherer langsam fortschreitender Harmonik, des „Trommelbasses“, symmetrischer Phrasen und der Dominanz der Melodielinie zu integrieren, gelang insbesondere ab der Mitte der 1730er-Jahre in liturgischer Musik mit lateinischen Texten. Dabei verzichtete Zelenka auf große instrumentale Apparate, die seine „voranstürmende Arbeitsweise“ einzuschränken scheinen. Im „vermischten Kirchenstil“ entstanden nun „organische Zyklen mit ausgewogener Disposition der unterschiedlichen Satztypen“. Musikalische Sprache und Stile werden durch spirituelle Dimensionen transzendiert.

## Rezeption

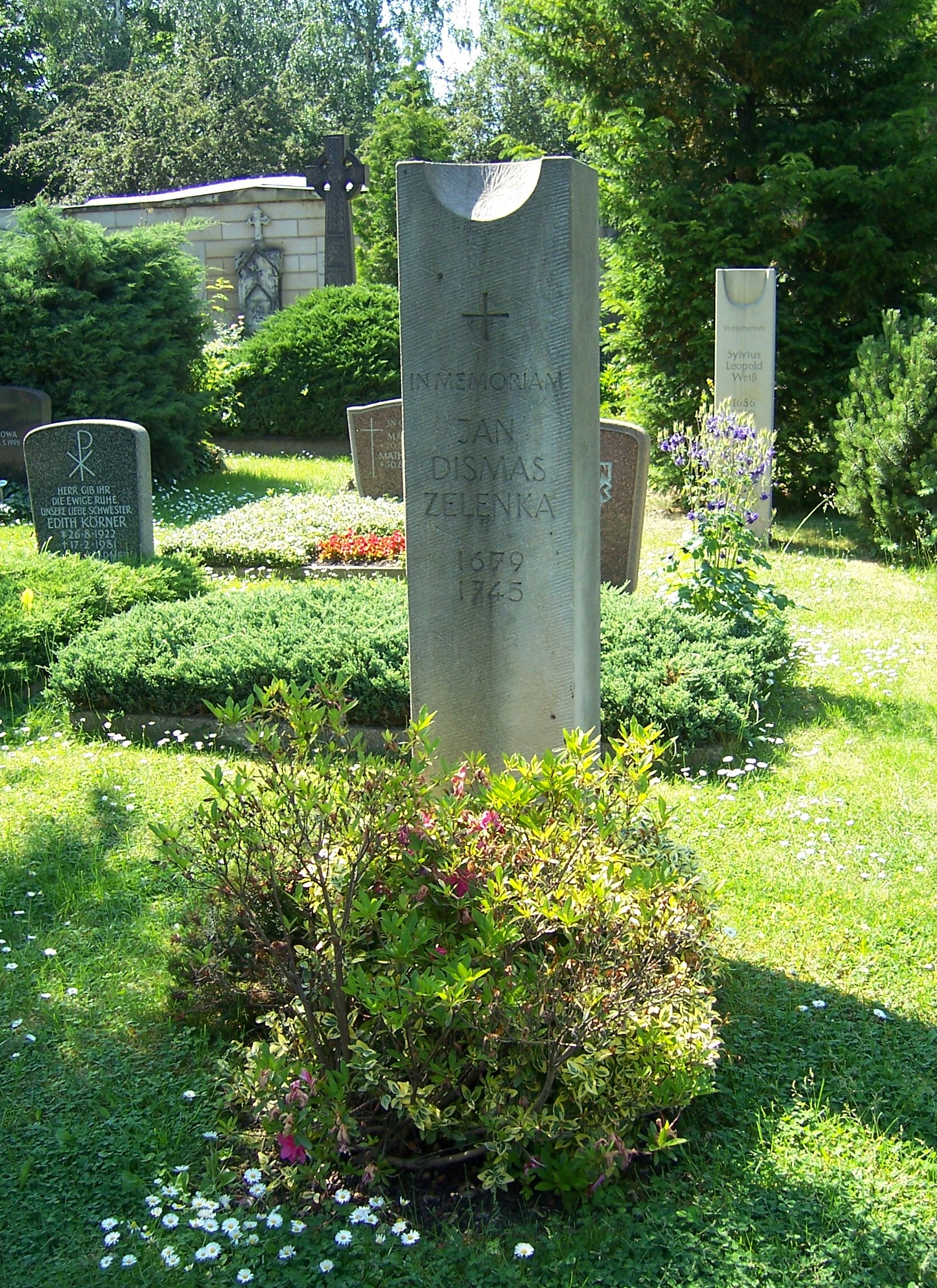
Gedenkstele für Zelenka auf dem Alten Katholischen Friedhof in Dresden (Foto: 2009)

Das kirchenmusikalische Werk Zelenkas wird seit seiner Entstehungszeit nahezu ununterbrochen an der Dresdner Hofkirche gepflegt, dem Ort, für den die meisten seiner Werke komponiert wurden. Die Dresdner Kapellknaben führen gemeinsam mit Mitgliedern der Staatskapelle Dresden, der Nachfolgeinstitution der sächsischen Hofkapelle, in Gottesdiensten die Mess- und Psalmvertonungen Zelenkas auf.
Zelenka verdankt seine Wiederentdeckung in Tschechien besonders dem Flötisten Milan Munclinger. 1959 spielte er mit seinem Ensemble Ars Rediviva für das Label Supraphon eine der Kammersonaten ein (in dem Ars-rediviva-Konzertzyklus schon 1958 aufgeführt). 1964 folgten die Schallplattenaufnahmen von weiteren Triosonaten, Orchesterwerken und 1969 die Lamentationes Jeremiae Prophetae (Solisten: Theo Altmeyer, Karel Berman, Nedda Casei; Ars rediviva unter der Leitung von Milan Munclinger), ebenfalls für Supraphon. Der Oboist, Dirigent und Komponist Heinz Holliger leitete 1972 die Schallplattenaufnahmen der sechs Triosonaten für das Label DGG Archiv Produktion und war 1977 an der Einspielung der Orchesterwerke (ebenfalls DGG Archiv Produktion) beteiligt. Anlässlich des 300. Jahrestages von Zelenkas Geburt im Jahre 1979 stellte Adrienne Simpson fest, dass lediglich vier Zelenka-Veröffentlichungen erhältlich waren, neben den oben genannten noch eine tschechische Kompilation (Panton 11 0331).
Der Marburger Bachchor wird seit langem mit der Wiederentdeckung von Zelenkas geistlicher Musik assoziiert. Viele zuvor nicht aufgenommene Werke Zelenkas hat Adam Viktora eingespielt, er leitete das Ensemble Inégal und die Prague Baroque Soloists. Das tschechische Ensemble Collegium 1704 widmet sich unter Leitung des Cembalisten und Dirigenten Václav Luks schwerpunktmäßig dem Werk Zelenkas. Es ehrt den Komponisten auch mit der Jahreszahl 1704 in seinem Namen: Im August 1704 wurde Zelenkas Werk Via Laureata in der Prager Sankt-Nikolaus-Kirche aufgeführt.
Zelenkas unkonventionelle und exzentrische Musik machte ihn zum „Wahlverwandte[n] bewusst komplizierter Musik“ im 20. Jahrhundert.

## Werke
Zelenkas Kompositionen wurden vom Musikwissenschaftler Wolfgang Reich im Zelenka-Werke-Verzeichnis (ZWV) zusammengefasst und katalogisiert.
Geistliche Vokalmusik
- 21 Messvertonungen:
  - Missa Sanctae Caeciliae G-Dur (ZWV 1, ca. 1711)
  - Missa »Judica me« F-Dur (ZWV 2, 1714)
  - Missa Corporis Domini C-Dur (ZWV 3, ca. 1719)
  - Missa Sancti Spiritus D-Dur (ZWV 4, 1723)
  - Missa Spei C-Dur (ZWV 5, 1724 [verschollen])
  - Missa Fidei C-Dur (ZWV 6, 1725)
  - Missa Paschalis D-Dur (ZWV 7, 1726)
  - Missa Nativitatis Domini D-Dur (ZWV 8, 1726)
  - Missa Corporis Domini D-Dur (ZWV 9, ca. 1727)
  - Missa Charitatis D-Dur (ZWV 10, 1727)
  - Missa Circumcisionis D-Dur (ZWV 11, 1728)
  - Missa Divi Xaverii D-Dur (ZWV 12, 1729)
  - Missa »Gratias agimus tibi« D-Dur (ZWV 13, 1730)
  - Missa Sancti Josephi D-Dur (ZWV 14, ca. 1731)
  - Missa Eucharistica D-Dur (ZWV 15, 1733)
  - Missa Purificationis B.M.V. D-Dur (ZWV 16, 1733)
  - Missa Sanctissimae Trinitatis a-Moll (ZWV 17, 1736)
  - Missa votiva, dicta: »Vota mea Domino reddam« e-Moll (ZWV 18, 1739)
  - Missa Dei Patris C-Dur (ZWV 19, 1740)
  - Missa Dei Filii C-Dur (ZWV 20, ca. 1740)
  - Missa Omnium Sanctorum a-Moll (ZWV 21, 1741)
- 4 Requiems: (ZWV 45; 46; 48; 49)
- Werke für die Karwoche:
  - Lamentationes Jeremiae (ZWV 53; 54)
  - Responsoria pro Hebdomada Sancta (ZWV 55)
  - 2 Miserere (ZWV 56; 57)
- Geistliche Oratorien:
  - Il Serpente del bronzo (ZWV 61)
  - Gesù al Calvario (ZWV 62)
  - I penitento al Sepolchro del Redentore (ZWV 63)
- Diverse Psalm-Vertonungen und Magnificats
- 19 marianische Antiphonen
- Vertonungen des Te Deum und der Litaneien

Weltliche Vokalmusik
- Sub olea pacis: Melodrama de Sancto Wenceslao (ZWV 175)
- 8 italienische Arien (ZWV 176)
- Serenata Il diamante (ZWV 177), 1737
- 2 Krebskanons Emit amor (ZWV 178)
- Cantilena circularis Vide Domine (ZWV 179)

Instrumentalmusik
- 6 Triosonaten für 2 Oboen oder Oboe und Violine, Fagott und Basso continuo (ZWV 181).
- Mehrere Orchesterwerke für unterschiedliche Besetzungen, bezeichnet mit
  - „Capriccio“ (ZWV 182–185; 190)
  - „Concerto a 8 Concertanti“ G-dur (ZWV 186)
  - „Simphonie a 8 Concertanti“ a-moll (ZWV 189)
  - „Hipocondrie a 7 Concertanti“ A-dur (ZWV 187)

## Nachlass
Der Nachlass von Jan Dismas Zelenka wird in der Musikabteilung der Sächsischen Landesbibliothek – Staats- und Universitätsbibliothek Dresden unter der Signatur Mus.2358-… aufbewahrt. Er enthält Musikautographe im Umfang von ca. 190 Katalognummern.